# خواتيم سورة البقرة
خواتيم سورة البقرة: هما الآيتان الأخيرتان من سورة البقرة، وهي آيات مدنية، وقد ذكر العلماء ما اختصت به هاتان الآيتان من فضل وردت فيه أحاديث عن النبي محمد ، ومنها :أُعطيت خواتيم سورة البقرة من كنز تحت العرش ،و كذلك حديث: لا يقرآن في دار ثلاث ليال فيقربها شيطان. و لاشتمالهما على غاية التفويض، والتسليم لأوامر الله ؛ولأن الدعاء بما فيهما متضمن لخيرى الدنيا والآخرة.

## تعريف خواتيم سورة البقرة
خواتيم سورة البقرة: ويُقصد بها الآيتان الأخيرتان منها، كما أخبر النبي محمد، قال: الآيتان من آخر سورة البقرة من قرأهما في ليلة كفتاه ، وهما قوله تعالى:
﴿آمَنَ الرَّسُولُ بِمَا أُنْزِلَ إِلَيْهِ مِنْ رَبِّهِ وَالْمُؤْمِنُونَ كُلٌّ آمَنَ بِاللَّهِ وَمَلَائِكَتِهِ وَكُتُبِهِ وَرُسُلِهِ لَا نُفَرِّقُ بَيْنَ أَحَدٍ مِنْ رُسُلِهِ وَقَالُوا سَمِعْنَا وَأَطَعْنَا غُفْرَانَكَ رَبَّنَا وَإِلَيْكَ الْمَصِيرُ ۝٢٨٥ لَا يُكَلِّفُ اللَّهُ نَفْسًا إِلَّا وُسْعَهَا لَهَا مَا كَسَبَتْ وَعَلَيْهَا مَا اكْتَسَبَتْ رَبَّنَا لَا تُؤَاخِذْنَا إِنْ نَسِينَا أَوْ أَخْطَأْنَا رَبَّنَا وَلَا تَحْمِلْ عَلَيْنَا إِصْرًا كَمَا حَمَلْتَهُ عَلَى الَّذِينَ مِنْ قَبْلِنَا رَبَّنَا وَلَا تُحَمِّلْنَا مَا لَا طَاقَةَ لَنَا بِهِ وَاعْفُ عَنَّا وَاغْفِرْ لَنَا وَارْحَمْنَا أَنْتَ مَوْلَانَا فَانْصُرْنَا عَلَى الْقَوْمِ الْكَافِرِينَ ۝٢٨٦﴾

## فضل خواتيم سورة البقرة
جاء في فضل هاتين الآيتين في خواتيم سورة البقرة أحاديث عديدة منها:
1. حديث أبي مسعود الأنصاري قال: قال رسول الله : من قرأ هاتين الآيتين من آخر سورة البقرة في ليلة، كفتاه.[7][8] قال المنذري في معنى (كفتاه):أجزأتاه عن قيام تلك الليلة، وقيل: كفتاه ما يكون من الآفات تلك الليلة.وقيلِ: كفتاه مِنْ كل شيطان فلا يقربُه ليلتَه.وقيل: معناه: حَسْبُه بها فَضْلاً وأجْراَ. والله أعلم. انتهى.والصواب في مثل هذا: التعميم، فإنَّ اللفظ يحتمله، والفَضْلُ أوْسَعُ.[9]
2. حديث أبي ذر قال: قال رسول الله صلى الله عليه وسلم أُعطيت خواتيم سورة البقرة، من كنز تحت العرش، لم يعطهن نبي قبلي.[10][11]
3. حديث حذيفة بن اليمان : قال النبي : فُضِّلْنا علَى الناسِ بثلاثٍ : جُعِلَتْ صفوفُنا كصفوفِ الملائِكَةِ ، وجُعِلَتْ لنا الأرْضُ كُلُّها مسجِدًا ، و جُعِلَتْ تربَتُها لنا طَهورًا إذا لَمْ نَجِدِ الماءَ ، وأُعْطيتُ هذِهِ الآياتِ مِنْ آخرِ سُورَةِ البقرَةِ مِنْ كَنْزٍ تَحْتَ العرشِ لَمْ يُعْطَها نَبِيٌّ قَبْلِي.[12]
4. حديث النعمان بن بشير قال: قال رسول الله صلى الله عليه وسلم إن الله كتب كتاباً قبل أن يخلق السماوات والأرض بألفي عام، أنزل منه آيتين ختم بهما سورة البقرة، ولا يقرآن في دار ثلاث ليال فيقربها شيطان.[13]
5. عن عبد الله بن مسعود، قال: «لما أسري برسول الله صلى الله عليه وسلم، انتهي به إلى سدرة المنتهى، قال: " فأُعطي رسول الله صلى الله عليه وسلم ثلاثاً: أُعطي الصلوات الخمس، وأعطي خواتيم سورة البقرة، وغفر لمن لم يشرك بالله من أمته شيئا، المقحمات ".[14]
6. حديث عبد الله بن عباس، قال بينا رسولُ اللهِ صلى الله عليه وسلم عنده جبريلُ إذ سمِع نَقيضًا من فوقهِ، فرفعَ جبريلُ بصرَه إلى السماءِ فقال: هذا بابٌ فُتِح من السماءِ ما فُتِح قطُّ قال فنزل منه ملَكٌ فأتَى النبيَّ صلى الله عليه وسلم فقال أبشِرْ بنورَينِ أوتيتُهما لم يؤتَهُما نبيٌّ قبلكَ فاتحةِ الكتابِ وخواتيمِ سورةِ البقرةِ، لن تَقرأَ حرفًا منهما إلَّا أُعطيتَهُ.[15]، أَيْ: أُعْطِيت مُقْتَضَاهُ، وَالْمَرْجُوُّ أَنَّ هَذَا لَا يَخْتَصّ بِهِ -النبي محمد - بَلْ يَعُمّهُ وَأُمَّته.[16][17] وفي هذا الحديث فوائد عديدة منها:

- أنهما من خصائص نبينا.
- أنهما من خصائص هذه الأمة.
- أنهما نزل بهما ملكٌ خاص.
- أنهما فُتِحا لهما بابٌ من السماء خاص.
- أنهما ما سأل عبدٌ ما بهما إلا أعطاه الله ما فيهما.
- أنهما نورٌ وكفى بالنور نور.
- أنهما نزلتا بحضرة جبريل، ومحمدٍ صلوات الله وسلامه عليهما.
- أنهما بُشِّرا بهما نبينا، والتبشير تفاؤلٌ ورجاء، وحُسن ظنٍ وهناء.
- أنهما حمايةٌ في حماية، فالبقرة حماية، وهما أخص بذلك الحماية.
- أنهما استجاب الله للدعاء لمن سأل بهما.[18][19]

## وقت قراءة هاتين الآيتين
جاء في حديث أَبي مسعودٍ البدْرِيِّ عن النبيِّ صلى الله عليه وسلم قَالَ: منْ قَرَأَ بالآيتَيْنِ مِنْ آخِرِ سُورةِ البقَرةِ فِي لَيْلَةٍ كَفَتَاهُ.، وأفاد هذا الحديث فوائد كثيرة منها:
- تخصيص هاتين الآيتين من آخرها بكمالهما.
- أن قراءتهما من أوراد الليل خاصة، وليستا من أوراد المساء والصباح والنوم.
- أن الليل يدخل بغروب الشمس، فمتى قرأها الإنسان من أول الليل أو أوسطه أو آخره حصل له ذلك، وكلما بادر بالقراءة حتى ولو بعد غروب الشمس مباشرة كان أفضل وأكمل في الكفاية والحماية.
- فضل هاتين الآيتين، لِما اشتملتا على الإيمان بالله ورسوله وملائكته وكُتبه واليوم الآخر، ورفع الحرج والمشقة، وطلب العفو والمغفرة والرحمة.
- لما كان الليل لانتشار الشياطين وفساد المفسدين، جعل الله للعبد ما يحفظ به نفسه وداره وأهل بيته.
- أنهما كفاية ودرعٌ وحفظٌ وعناية، واختُلِف في هذه الكفاية، والصحيح الأعم ما ذكره ابن حجر والنووي وابن القيم العَلم؛ أن الصحيح كفتاه من شرّ ما يؤذيه، فهما من الأوراد المتينة التي تمنع الأذى والشر، والإفساد والضرر، وتُعوِّذ العبد من كل سوء، فهما حفظٌ للعبد من كل مكروه وعينٍ وسحرٍ وضرر ومصيبةٍ وآفةٍ وشيطانٍ مؤذٍ وسوءٍ وشرّ، فتحفظان العبد من شياطين الإنس والجن، وتقيانه من مُضلات الشرور والفتن، كما قال تعالى: ﴿أَلَيْسَ اللَّهُ بِكَافٍ عَبْدَهُ﴾ [الزمر:36].[21][22]

## غريب الكلمات
- ﴿وقالُوا سَمِعْنا وأطَعْنا﴾ : السَّمْعُ هُنا كِنايَةٌ عَنِ الرِّضا والقَبُولِ والِامْتِثالِ، وعَكْسُهُ لا يَسْمَعُونَ أيْ: لا يُطِيعُونَ.[23]
- إلا وُسْعَهَا : إلا طاقتها.[24]
- غُفْرَانَكَ: أي: اغفِر مغفرتَك، أو نسألك مغفرتَك، والمغفرة: هي السَّتر لخَلَّة المسلم وفاقته، وترْك أذيَّته؛ وأصْل الغَفْر: السَّتر، والوقاية.
- أَخْطَأْنَا: فاتَنا الصَّواب، وعدَلنا عنه، وسَهَوْنا، من غير تعمُّد -مِن أخْطأ-، وأمَّا إذا تعمَّد الذَّنب، وأثِم، فهو من خَطِئ لا مِن أخطأ. وقيل: هما بمعنًى واحد.
- إِصْرًا: أي: ثقلًا، وأصْل الأصْرِ: الثقل.[25][26]

## سبب النزول
قال ابنِ عبَّاسٍ : ((لَمَّا نزلت هذِهِ الآيةُ: وَإِنْ تُبْدُوا مَا فِي أَنْفُسِكُمْ أَوْ تُخْفُوهُ يُحَاسِبْكُمْ بِهِ اللهُ، قال: دخلَ قلوبَهُم منها شيءٌ ، فقال النَّبيُّ صلَّى الله عليه وسلَّم: قولوا: سَمِعنا وأطَعْنا وسلَّمنا، قالَ: فألقى اللهُ الإيمانَ في قلوبِهِم، فأنزلَ اللهُ تعالى: لَا يُكَلِّفُ اللهُ نَفْسًا إِلَّا وُسْعَهَا لَهَا مَا كَسَبَتْ وَعَلَيْهَا مَا اكْتَسَبَتْ رَبَّنَا لَا تُؤَاخِذْنَا إِنْ نَسِينَا أَوْ أَخْطَأْنَا، قالَ: قَد فعلتُ، رَبَّنَا وَلَا تَحْمِلْ عَلَيْنَا إِصْرًا كَمَا حَمَلْتَهُ عَلَى الَّذِينَ مِنْ قَبْلِنَا، قالَ: قد فَعلتُ ، وَاغْفِرْ لَنَا وَارْحَمْنَا أَنْتَ مَوْلَانَا، قالَ: قد فَعلتُ.

## فوائد آيات خواتيم سورة البقرة
1. مِنْ أَرْكَانِ الْعَقِيدَةِ الإِْسْلاَمِيَّةِ الإِْيمَانُ بِاللَّهِ وَمَلاَئِكَتِهِ وَكُتُبِهِ وَرُسُلِهِ. وَفِي حَدِيثِ عُمَرَ بْنِ الْخَطَّابِ رَضِيَ اللَّهُ عَنْهُ عِنْدَمَا سَأَل جِبْرِيلٌ عَلَيْهِ السَّلَامُ عَنِ الإِْيمَانِ، قَال صَلَّى اللَّهُ عَلَيْهِ وَسَلَّمَ: أَنْ تُؤْمِنَ بِاللَّهِ وَمَلاَئِكَتِهِ وَكُتُبِهِ وَرُسُلِهِ. وَالْيَوْمِ الآْخِرِ وَتُؤْمِنَ بِالْقَدَرِ خَيْرِهِ وَشَرِّهِ.[28][29]
2. التَّيْسِيرُ صِفَةٌ عَامَّةٌ لِلشَّرِيعَةِ الإِسْلاَمِيَّةِ فِي أحكامها . قَال الشَّاطِبِيُّ: إِنَّ الشَّارِعَ لَمْ يَقْصِدْ إِلَى التَّكْلِيفِ بِالشَّاقِّ وَالإِعْنَاتِ فِيهِ، وَيُسْتَدَل لِذَلِكَ بقوله تعالى :{لاَ يُكَلِّفُ اللَّهُ نَفْسًا إِلاَّ وُسْعَهَا}.[30]
3. (إليك المصير) :تَقْدِيمُ الْمَجْرُورِ (إليك) لِإِفَادَةِ الْحَصْرِ: أَيِ الْمَصِيرُ إِلَيْكَ لَا إِلَى غَيْرِكَ.[31]
4. قوله تعالى ( لَا يُكَلِّفُ اللَّهُ نَفْساً إِلَّا وُسْعَها ) ناسخ لقوله تعالى (وَإِنْ تُبْدُوا مَا فِي أَنْفُسِكُمْ أَوْ تُخْفُوهُ ) ،وَهَذَا مَرْوِيٌّ فِي «صَحِيحِ مُسْلِمٍ» عَنْ أَبِي هُرَيْرَةَ وَابْنِ عَبَّاسٍ أَنَّهُ قَالَ: لَمَّا نَزَلَتْ وَإِنْ تُبْدُوا مَا فِي أَنْفُسِكُمْ أَوْ تُخْفُوهُ يُحاسِبْكُمْ بِهِ اللَّهُ [الْبَقَرَة: ٢٨٤] اشْتَدَّ ذَلِكَ عَلَى أَصْحَابِ رَسُولِ اللَّهِ فَأَتَوْهُ وَقَالُوا: لَا نُطِيقُهَا، فَقَالَ النَّبِيءُ صَلَّى اللهُ عَلَيْهِ وَسَلَّمَ: قُولُوا: «سَمِعْنَا وَأَطَعْنَا وَسَلَّمْنَا» فَأَلْقَى اللَّهُ الْإِيمَانَ فِي قُلُوبِهِمْ، فَلَمَّا فَعَلُوا ذَلِكَ نَسَخَهَا اللَّهُ تَعَالَى فَأَنْزَلَ: لَا يُكَلِّفُ اللَّهُ نَفْساً إِلَّا وُسْعَها.[32]

## القراءات لخواتيم سورة البقرة
- قوله تعالى :﴿وكُتُبِهِ ﴾ : قَرَأ الجُمْهُورُ بِصِيغَةِ جَمْعِ كِتابٍ، وقَرَأهُ حَمْزَةُ، والكِسائِيُّ: ”وكِتابِهِ“، بِصِيغَةِ المُفْرَدِ عَلى أنَّ المُرادَ القُرْآنُ أوْ جِنْسُ الكِتابِ، فَيَكُونُ مُساوِيًا لِقَوْلِهِ: ”وكُتُبِهِ“ إذِ المُرادُ الجِنْسُ، والحَقُّ أنَّ المُفْرَدَ والجَمْعَ سَواءٌ في إرادَةِ الجِنْسِ.
- قَوْلُهُ تعالى : ﴿لا نُفَرِّقُ بَيْنَ أحَدٍ مِن رُسُلِهِ﴾ : قَرَأهُ الجُمْهُورُ بِنُونِ المُتَكَلِّمِ المُشارَكِ ، وقَرَأهُ يَعْقُوبُ بِالياءِ: عَلى أنَّ الضَّمِيرَ عائِدٌ عَلى ﴿كُلٌّ آمَنَ بِاللَّهِ﴾ .[33]

## وصلات خارجية
- خواتيم سورة البقرة بصوت ياسر الدوسري
- خواتيم سورة البقرة بصوت سعود الشريم